# Arachosia
Genre
Synonymes
- Abuzaida Keyserling, 1891
- Samuza Keyserling, 1891
- Gayennina Gertsch, 1935

Arachosia est un genre d'araignées aranéomorphes de la famille des Anyphaenidae.

## Distribution
Les espèces de ce genre se rencontrent en Amérique.

## Liste des espèces
Selon World Spider Catalog (version 17.5, 24/09/2016) :
- Arachosia albiventris Mello-Leitão, 1922
- Arachosia anyphaenoides O. Pickard-Cambridge, 1882
- Arachosia arachosia Mello-Leitão, 1922
- Arachosia avalosi Rubio & Ramírez, 2015
- Arachosia bergi (Simon, 1880)
- Arachosia bifasciata (Mello-Leitão, 1922)
- Arachosia carancho Rubio & Ramírez, 2015
- Arachosia cubana (Banks, 1909)
- Arachosia freiburgensis Keyserling, 1891
- Arachosia honesta Keyserling, 1891
- Arachosia kapiipeoi Rubio & Ramírez, 2015
- Arachosia magna Rubio & Ramírez, 2015
- Arachosia minensis (Mello-Leitão, 1926)
- Arachosia monserrate Rubio & Ramírez, 2015
- Arachosia oblonga (Keyserling, 1878)
- Arachosia pinhalito Rubio & Ramírez, 2015
- Arachosia praesignis (Keyserling, 1891)
- Arachosia proseni (Mello-Leitão, 1944)
- Arachosia puta O. Pickard-Cambridge, 1892
- Arachosia striata (Keyserling, 1891)
- Arachosia tungurahua Rubio & Ramírez, 2015

## Publication originale
- O. Pickard-Cambridge, 1882 : On new genera and species of Araneidea. Proceedings of the Zoological Society of London, vol. 1882, p. 423-442 (texte intégral).